# Basflöjt

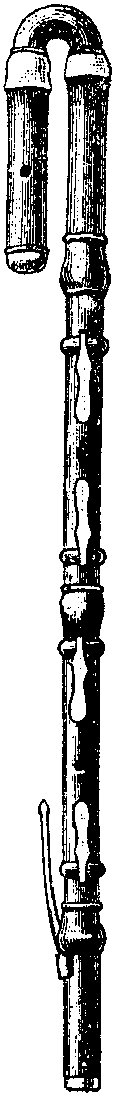
Basflöjt

Basflöjten är den lägsta av tvärflöjtfamiljens normalt förekommande medlemmar. 
Till sitt tonomfång är basflöjten egentligen ett instrument i tenorläge. Den är stämd i C, och klingar en oktav lägre än den vanliga tvärflöjten. Noterna skrivs i g-klav en oktav högre än de klingar. Till följd av pipans längd (ungefär 146 cm), används ett dubbelvikt munstycke. 
Basflöjten brukar användas för basstämman i ensembler bestående av enbart tvärflöjter, men inte i andra ensembler eftersom den lätt överröstas av andra instrument i samma register. Dess speciella klang kan dock utnyttjas för solostämmor i orkesterverk eller i soloverk.